# Fanny Alger
Frances Ward („Fanny“) Alger (* 30. September 1816 in Rehoboth, Massachusetts; † nach 1885) gilt als die erste von mehreren Frauen, an die Joseph Smith gemäß der von ihm selbst als göttliche Offenbarung gelehrten Vielehe gesiegelt (getraut) wurde.
Obwohl keine schriftlichen Aufzeichnungen von der Eheschließung der damals nur geheim praktizierten Vielehe existieren, wird von vielen angenommen, dass sich die Sache wie oben angegeben verhielt. Fanny war damals höchstwahrscheinlich 18 Jahre alt und lebte als Haushaltshilfe im Haushalt von Joseph und Emma Smith in Kirtland (Ohio), als sie sich mit Joseph Smith vermählte. Im Jahr 1836 wurde Emma Smith nach später mehrfach wiederholten Angaben Zeugin einer sexuellen Begegnung Josephs mit Fanny Alger in einer Scheune. Nach Aussage Eliza Jane Webbs wurde sie 1835 oder 1836 von Oliver Cowdery mit Joseph Smith getraut, der Smith jedoch später wegen seiner Polygamie heftig kritisierte. Nach Aussagen Emma Smiths wurde die Eheschließung auch vor ihr geheim gehalten. Als Emma das Verhältnis zwischen ihrem Mann und der als sehr attraktiv beschriebenen Fanny Alger entdeckte, verwies sie die junge Frau aus dem Haus, die dann zu Verwandten im nahegelegenen Mayfield zog. Fanny Alger zog später nach Indiana, wo sie Solomon Custer heiratete und mit ihm neun Kinder hatte. Aus der Verbindung zu Joseph Smith ist kein Kind hervorgekommen. Sie selbst äußerte sich nicht über ihr Verhältnis zu Joseph Smith.
Die Kritiker von Joseph Smith werteten das Verhältnis schon bald als Beleg für seinen schlechten Charakter. Es gibt auch Hinweise dafür, dass dieses Verhältnis ein wesentlicher Faktor für das Zerwürfnis von Joseph Smith mit Oliver Cowdery darstellte.